# Herkulesbrücke
Herkulesbrücke ist eine Bezeichnung, mit der nacheinander zwei Berliner Brücken an verschiedenen Standorten benannt worden sind. Der Name ist abgeleitet von den Skulpturen, die als Brückenschmuck dienten. Die vorhandene Herkulesbrücke im Ortsteil Tiergarten verbindet den Straßenzug Klingelhöferstraße über den Landwehrkanal am Kanalkilometer 3,00 nach Süden mit dem Lützowplatz und den angeschlossenen getrennten Fahrbahnen der Schillstraße.

## Die Brücke über den Königsgraben

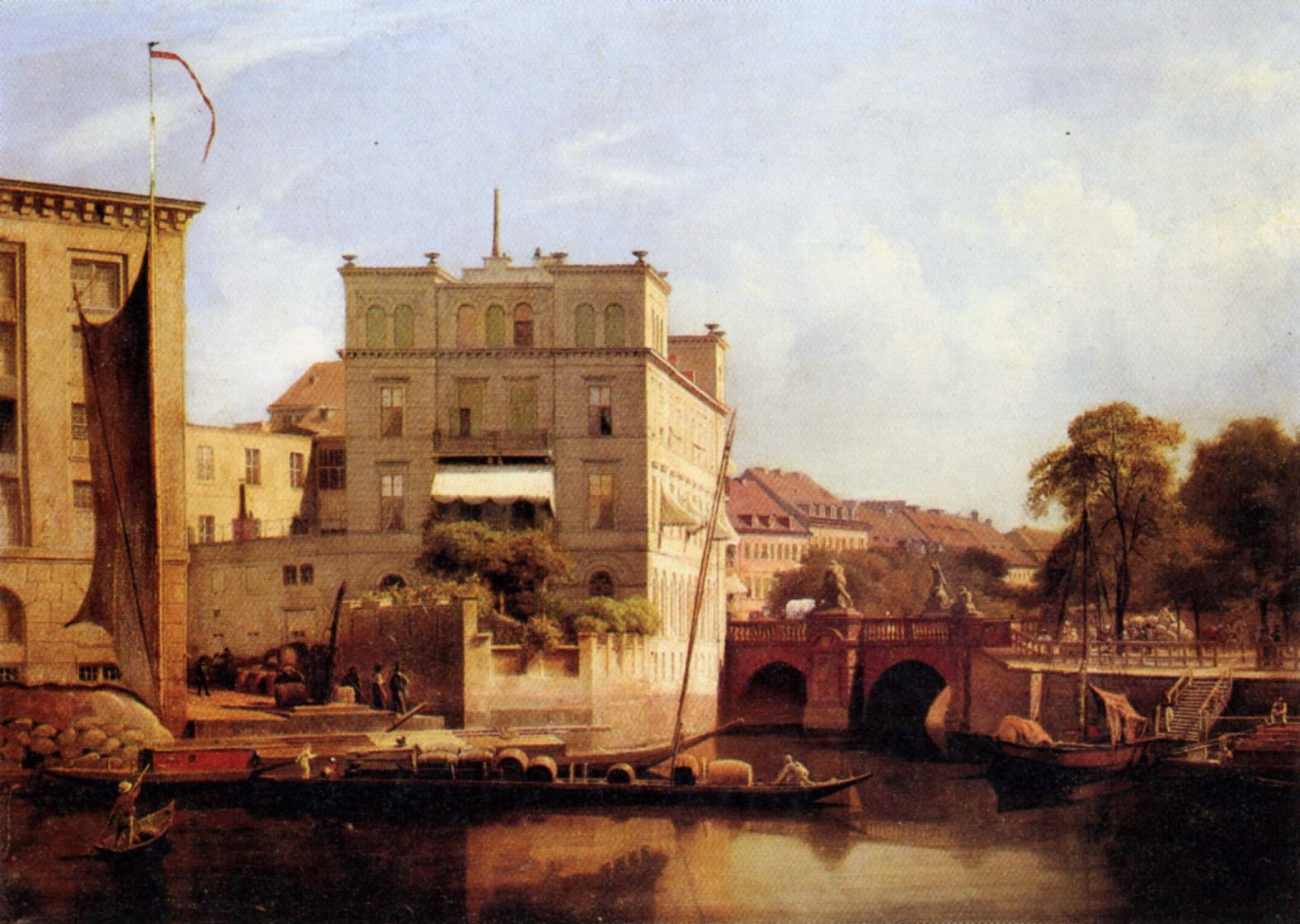
Die historische Herkulesbrücke über den Königsgraben 1846 mit den Wohn- und Speichergebäuden der Speicher-Aktiengesellschaft, Gemälde von Eduard Gaertner

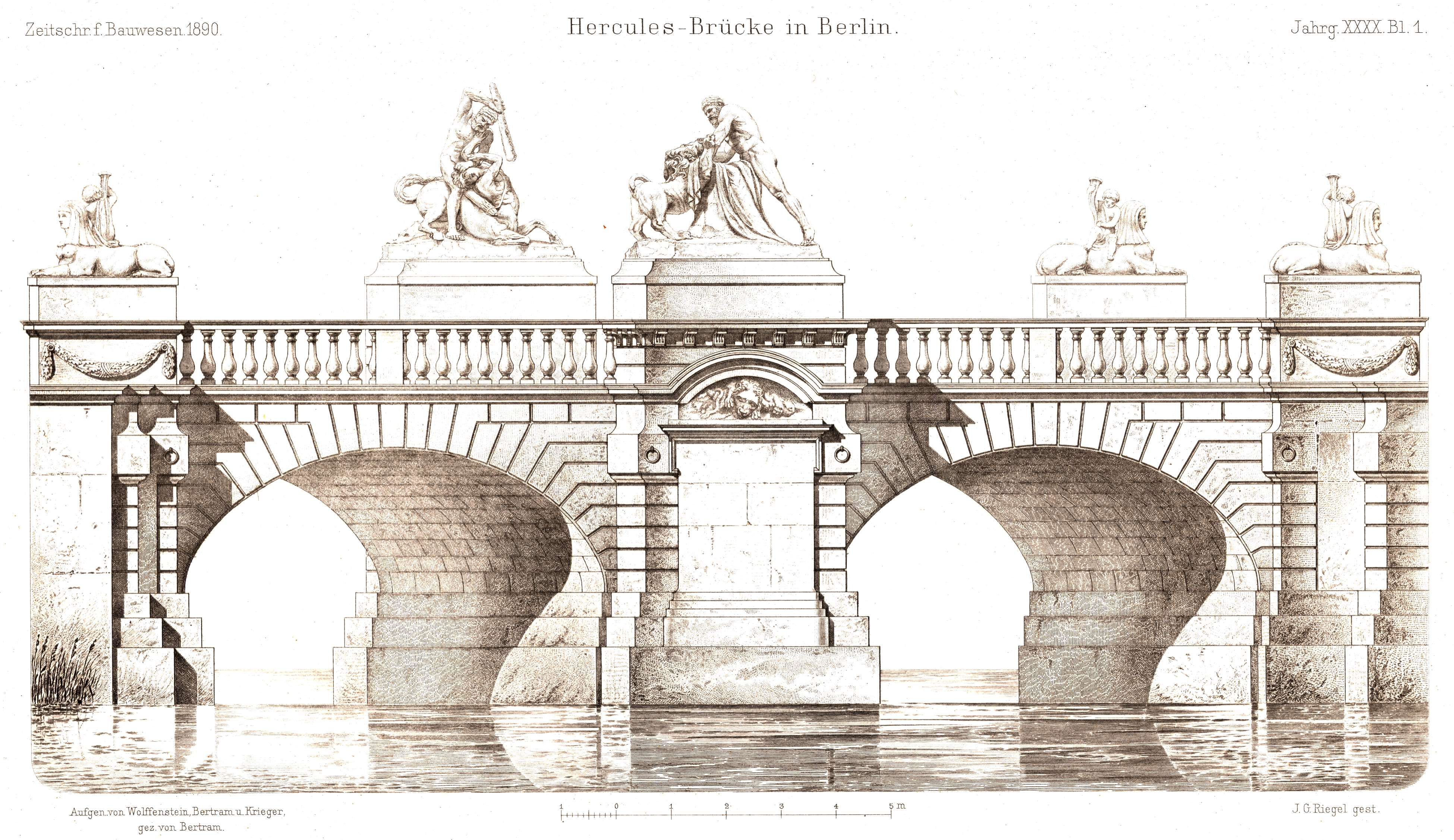
Seitenriss der Brücke über den Königsgraben

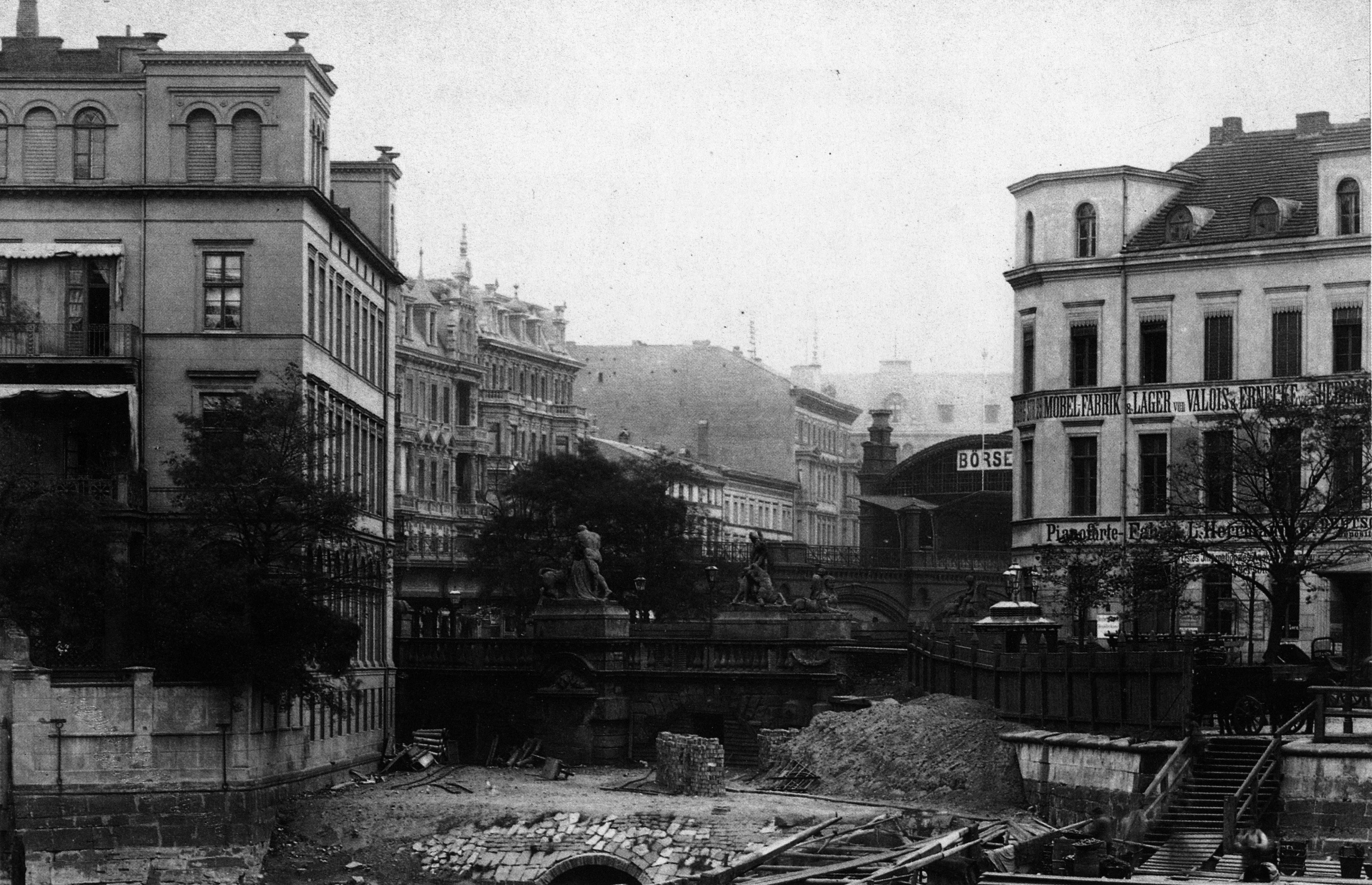
Abriss der Brücke 1890, rechts hinten der S-Bahnhof Börse

Der Königsgraben war Teil der Berliner Festungsanlagen, die schon zu Anfang des 18. Jahrhunderts militärisch sinnlos geworden waren und ab 1735 schrittweise beseitigt wurden. Er mündete nahe der Westspitze der heutigen Museumsinsel in die Spree. An dieser Stelle verband seit 1749 eine hölzerne Brücke, die Neue Friedrichsbrücke oder Monbijoubrücke, das Kerngebiet Berlins über den Königsgraben hinweg mit dem Schloss Monbijou und mit der Spandauer Vorstadt (auch: Spandauer Viertel) außerhalb der alten Stadtgrenze. Nach Verengung des Festungsgrabens und Abriss der alten Holzbrücke entstand 1787/88 anstelle der Holzbrücke eine steinerne Gewölbebrücke, etwa gleichzeitig mit mehreren anderen Schmuckbrücken im Berliner Stadtgebiet. Dieses Bauwerk war 26 m lang und 11,50 m breit, der Entwurf stammte von dem Architekten Carl Gotthard Langhans. Nach Beendigung der künstlerischen Ausschmückung durch die Bildhauer Johann Gottfried Schadow und Conrad Nicolas Boy im Jahr 1791 wurde die Brücke zuweilen Simsonbrücke, meist aber Alte Friedrichsbrücke oder Herkulesbrücke genannt.
Hauptelemente des plastischen Schmucks waren zwei überlebensgroße Sandstein-Skulpturen nach Motiven der griechischen Mythologie, die beiderseits über den Mittelpfeilern der Brücke platziert waren – Herkules im Kampf mit einem Kentauren, von Schadow entworfen und ausgeführt, und Herkules im Kampf mit dem nemeischen Löwen, nach einem Entwurf von Schadow von Conrad Nicolas Boy (1753–1793) ausgeführt. Vier Sphingen mit Putten und Laternen an den äußeren Endpunkten der Brücke sowie Reliefs mit der Darstellung Das Fell des Cerberus und einer Löwenhaut ergänzten den Brückenschmuck. 1875 begann der Bau der Berliner Stadtbahn zwischen dem heutigen Ostbahnhof und Charlottenburg. Die Grundstücke der ehemaligen Festungsanlagen konnten kostengünstig für den Verlauf der Trasse genutzt werden. Der Königsgraben wurde zugeschüttet, die zugehörigen Brücken verschwanden. Die Herkulesbrücke wurde 1890 abgebrochen, als unmittelbar daneben der S-Bahnhof Börse (heute Hackescher Markt) schon in Betrieb war. Der Brückenschmuck fand bei der neuen Herkulesbrücke über den Landwehrkanal Verwendung.

## Die Brücke über den Landwehrkanal

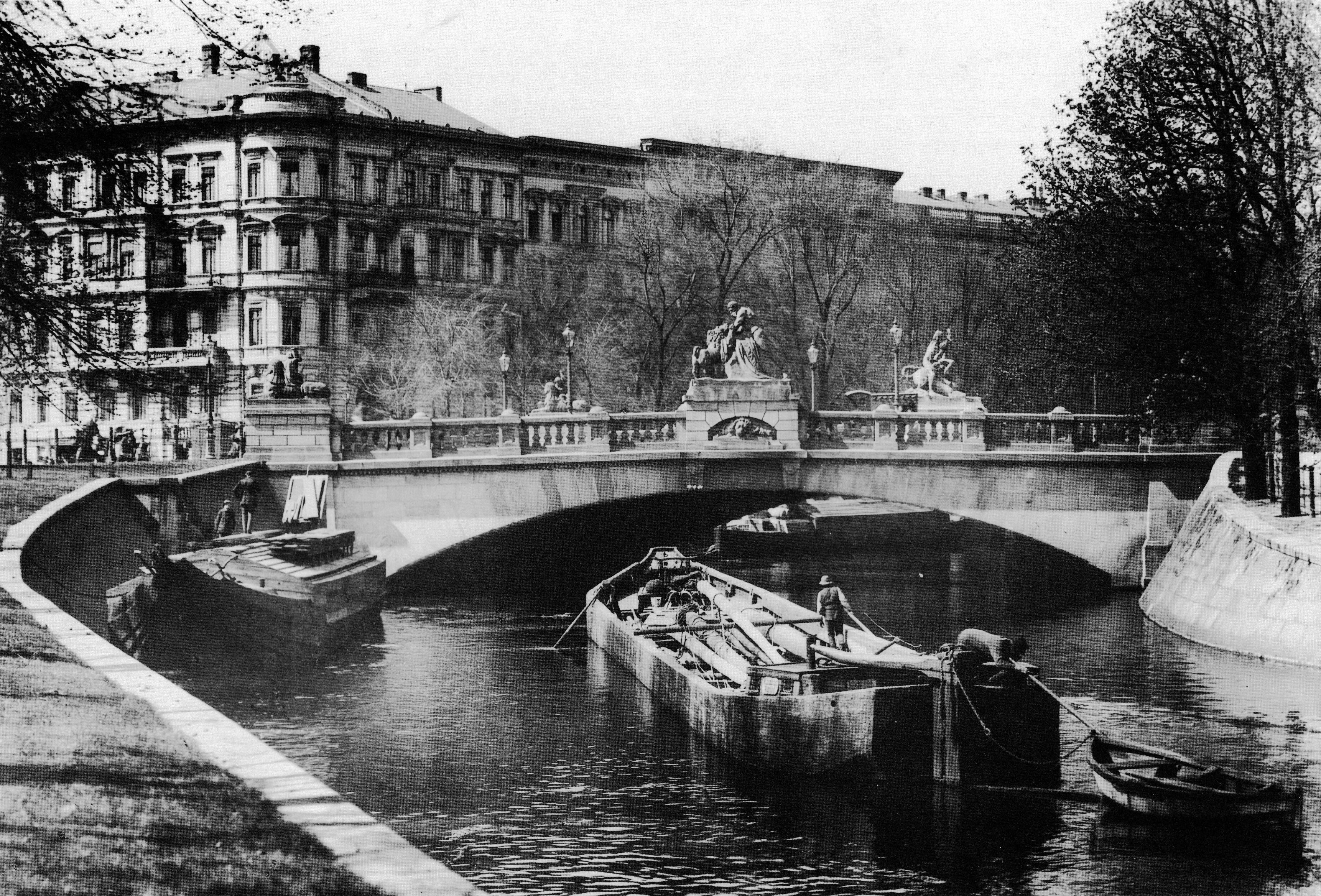
Herkulesbrücke über den Landwehrkanal 1900

Eine alte, hölzerne Klappbrücke über den Landwehrkanal aus dem Jahre 1850, die zuerst Moritzhof-, später Albrechtshofbrücke hieß, war 1889–1890 durch eine Steingewölbekonstruktion ersetzt worden. Nachdem Schadows inzwischen schadhafte Figuren ausgebessert und 1891 hier aufgestellt worden waren, erhielt die neue Brücke nunmehr den Namen Herkulesbrücke. Sie überquerte den Kanal nördlich des Lützowplatzes im Verlauf eines Straßenzuges, der vom Großen Stern aus nach Süden führt (heute: Hofjägerallee, Klingelhöferstraße, Schillstraße, An der Urania). 1934 war der Zustand der Skulpturen so bedenklich geworden, dass sie in das Depot des Deutschen Museums verbracht wurden und 1935 durch Kopien ersetzt werden mussten. Die Brücke wurde im Verlauf des Zweiten Weltkriegs gesprengt, die meisten Skulpturen wurden dabei zerstört. Das Original der Gruppe Herkules im Kampf mit den Kentauren gilt seit dem Kriegsende als verschollen. Die Gruppe mit dem nemeischen Löwen erlitt Schäden, blieb jedoch erhalten, wurde restauriert und steht seit den 1990er Jahren im Köllnischen Park hinter dem Märkischen Museum.
Die zerstörte Brücke wurde 1950 durch eine dreispurige Stahlbetonbrücke ersetzt. 1962–1964 entstand nur wenige Meter daneben als ebenfalls dreispurig befahrbare Gegenfahrbahn ein Spannbetonbau. Der völlig schmucklose Neubaukomplex heißt wie zuvor Herkulesbrücke. Direkt am Lützowplatz steht die Bronzeskulptur Herkules und der erymanthische Eber von Louis Tuaillon. Mit diesem Motiv wird eine gedankliche Verbindung zu dem früheren Brückenschmuck hergestellt, aber auch zu einem nicht mehr vorhandenen Herkulesbrunnen an dieser Stelle.